# Virieu-le-Grand
Virieu-le-Grand és un municipi francès situat al departament de l'Ain i a la regió d'Alvèrnia-Roine-Alps. L'any 2007 tenia 1.063 habitants.

## Demografia

### Població
El 2007 la població de fet de Virieu-le-Grand era de 1.063 persones. Hi havia 434 famílies de les quals 138 eren unipersonals (46 homes vivint sols i 92 dones vivint soles), 135 parelles sense fills, 115 parelles amb fills i 46 famílies monoparentals amb fills.
La població ha evolucionat segons el següent gràfic:
Habitants censats

### Habitatges
El 2007 hi havia 571 habitatges, 434 eren l'habitatge principal de la família, 87 eren segones residències i 49 estaven desocupats. 402 eren cases i 168 eren apartaments. Dels 434 habitatges principals, 260 estaven ocupats pels seus propietaris, 162 estaven llogats i ocupats pels llogaters i 12 estaven cedits a títol gratuït; 3 tenien una cambra, 39 en tenien dues, 82 en tenien tres, 146 en tenien quatre i 164 en tenien cinc o més. 282 habitatges disposaven pel capbaix d'una plaça de pàrquing. A 207 habitatges hi havia un automòbil i a 173 n'hi havia dos o més.

### Piràmide de població
La piràmide de població per edats i sexe el 2009 era:
| Homes | Edats   | Dones |
| ----- | ------- | ----- |
| 4     | 95 o +  | 8     |
| 16    | 90 a 94 | 0     |
| 8     | 85 a 89 | 16    |
| 8     | 80 a 84 | 4     |
| 16    | 75 a 79 | 24    |
| 20    | 70 a 74 | 36    |
| 16    | 65 a 69 | 24    |
| 20    | 60 a 64 | 4     |
| 20    | 55 a 59 | 16    |
| 24    | 50 a 54 | 16    |
| 28    | 45 a 49 | 24    |
| 32    | 40 a 44 | 44    |
| 44    | 35 a 39 | 28    |
| 40    | 30 a 34 | 36    |
| 48    | 25 a 29 | 40    |
| 24    | 20 a 24 | 40    |
| 36    | 15 a 19 | 48    |
| 36    | 10 a 14 | 40    |
| 32    | 5 a 9   | 24    |
| 28    | 0 a 4   | 36    |

## Economia
El 2007 la població en edat de treballar era de 675 persones, 502 eren actives i 173 eren inactives. De les 502 persones actives 447 estaven ocupades (245 homes i 202 dones) i 56 estaven aturades (32 homes i 24 dones). De les 173 persones inactives 63 estaven jubilades, 44 estaven estudiant i 66 estaven classificades com a «altres inactius».

### Ingressos
El 2009 a Virieu-le-Grand hi havia 438 unitats fiscals que integraven 1.051 persones, la mediana anual d'ingressos fiscals per persona era de 15.845 €.

### Activitats econòmiques
Dels 41 establiments que hi havia el 2007, 1 era d'una empresa extractiva, 2 d'empreses alimentàries, 1 d'una empresa de fabricació de material elèctric, 3 d'empreses de fabricació d'altres productes industrials, 11 d'empreses de construcció, 6 d'empreses de comerç i reparació d'automòbils, 4 d'empreses de transport, 3 d'empreses d'hostatgeria i restauració, 1 d'una empresa d'informació i comunicació, 1 d'una empresa de serveis, 6 d'entitats de l'administració pública i 2 d'empreses classificades com a «altres activitats de serveis».
Dels 14 establiments de servei als particulars que hi havia el 2009, 1 era una gendarmeria, 1 oficina de correu, 2 tallers de reparació d'automòbils i de material agrícola, 2 paletes, 1 guixaire pintor, 2 fusteries, 2 lampisteries, 1 electricista, 1 perruqueria i 1 restaurant.
Dels 4 establiments comercials que hi havia el 2009, 1 era una gran superfície de material de bricolatge, 1 una botiga de menys de 120 m², 1 una fleca i 1 una peixateria.
L'any 2000 a Virieu-le-Grand hi havia 4 explotacions agrícoles.

## Equipaments sanitaris i escolars
L'únic equipament sanitari que hi havia el 2009 era una farmàcia.
El 2009 hi havia 2 escoles elementals.

## Poblacions més properes
El següent diagrama mostra les poblacions més properes.